# 何塞·赫瓦西奥·阿蒂加斯

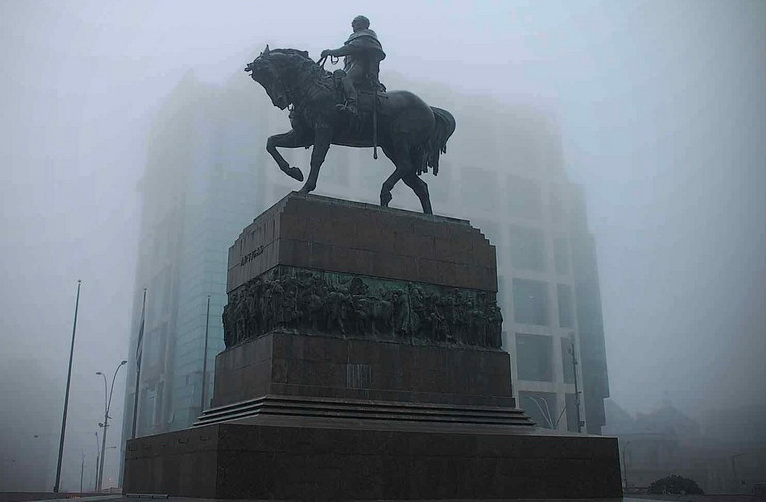
蒙特維多阿蒂加斯紀念碑

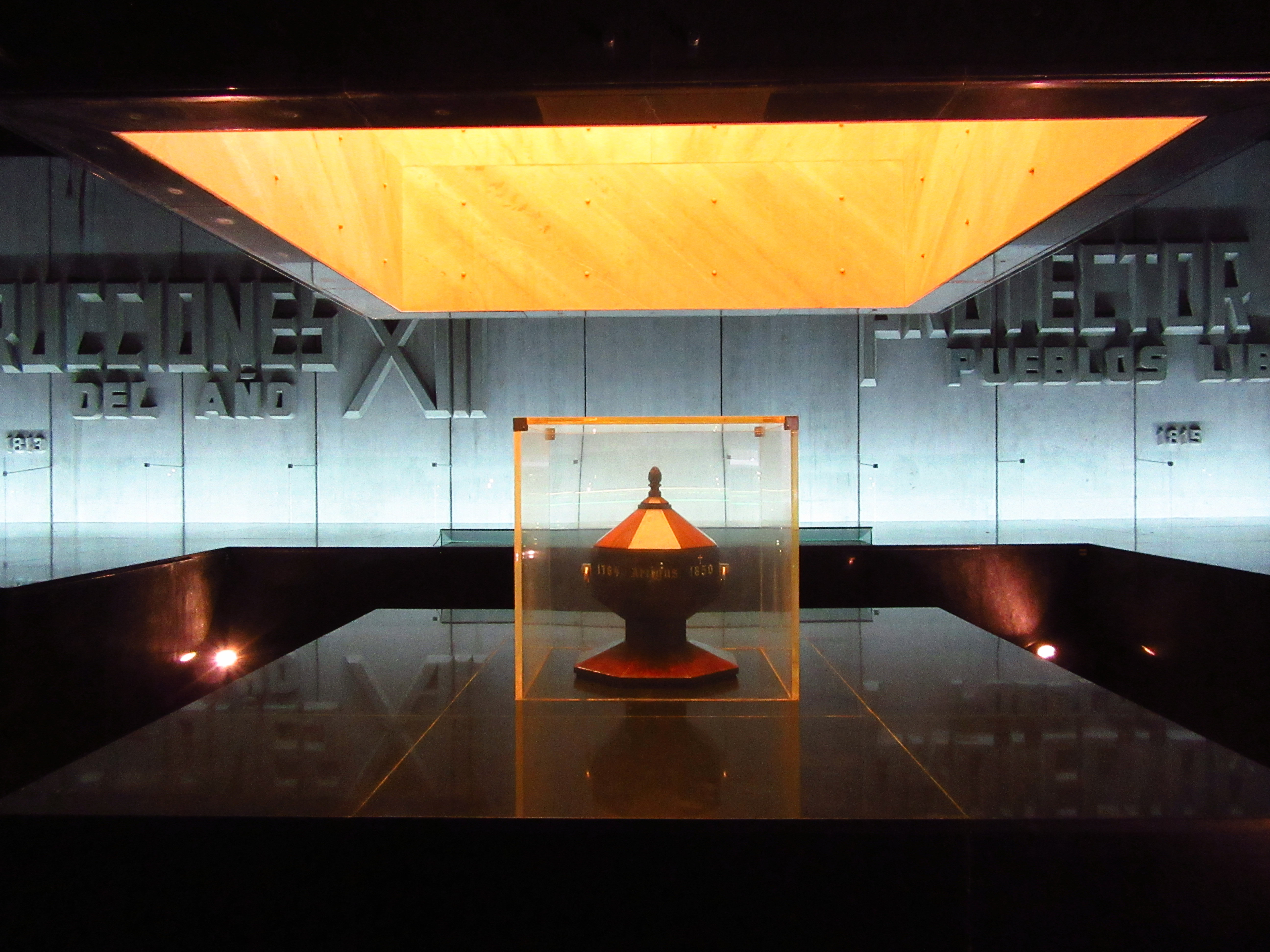
紀念碑下的阿蒂加斯陵寢

何塞·赫瓦西奥·阿蒂加斯（西班牙語：José Gervasio Artigas，1764年6月19日—1850年9月23日）是乌拉圭民族英雄，乌拉圭独立运动领袖。
1811年領導獨立戰爭。在拉斯彼德拉斯战役中，擊潰西班牙殖民軍，接著率部圍攻西班牙人控制的蒙特維多。1814年至1816年，烏拉圭和阿根廷東北部五省相繼脫離拉布拉他聯合省，組成以他為首的「聯邦同盟」，他任同盟的「保護者」。1815年2月，阿蒂加斯的部隊一度攻占阿根廷占領下蒙特維多，成立了議會和政府。1816年，葡萄牙軍從巴西侵入烏拉圭，次年1月占領蒙特維多，阿蒂加斯率部退入內地繼續戰鬥，1820年戰敗，退入巴拉圭。他在那里隱居30年，1850年9月23日在亞松森逝世。